# Andols Herrick
Andy "Andols" Herrick, né le 11 septembre 1979, est le batteur du groupe de thrash hardcore, Chimaira. En 1999, il quitte le groupe Sanctum pour rejoindre Chimaira à la place de Jason Genaro sur les conseils de Rob Arnold (ex-Sanctum) . Il joue donc sur le premier et unique EP du groupe This Present Darkness, puis sur leurs deux premiers albums Pass out of existence et The Impossibility of Reason. Il quitte alors le groupe et est remplacé par Ricky Evensand puis par Kevin Talley (avec qui le groupe enregistre l'album Chimaira).
Andols revient à la batterie pour enregistrer Resurrection puis The Infection.

## Set d'Andols
Taye Studio Pro drums
- 20" Grosse caisse (x2)
- 14" Caisse claire
- 10", 12" Toms
- 16" Tom basse

Cymbales Sabian
- 14" AA Rock Hi hats
- 13" AA Hi hats
- 22" HH Mega Bell ride (x2)
- 19" AAX Stage crash
- 17" AAX Plosion crash
- 18" AA China
- 16" AA China
- 12" AA Mini China

Peaux Evans
- Toms = G2 Coated
- Caisse claire = ST
- Grosse caisse = G2 Clear

Accessoires
- Pédales Axis X series avec un attachement Longboard et une tension moyenne des ressorts
- Baguettes Ahead 2B

## Discographie
CD
CHIMAIRA :
- This Present Darkness (2000)
- Pass out of existence (2001)
- The Impossibility of Reason (2003)
- The Impossibility Of Reason Collector's Edition (2004)
- Resurrection (2007)
- The Infection (2009)

AUTRE :
- Roadrunner United : The Dagger; Independent (Voice of the Voiceless); The Rich Man; Army of the Sun (2005)

DVD
CHIMAIRA :
- The Dehumanizing Process (2004)
- Resurrection Limited Edition (2007)

AUTRE :
- Roadrunner United

## Sources
- Andols Herrick MySpace
- Chimaira
- Chimaira MySpace